# Archie Thompson (yurok)
Archie Thompson (26 de maig de 1919 - 26 de març de 2013) va ser un ancià amerindi d'ètnia yurok. Els yuroks són la major tribu de nadius americans a l'estat de Califòrnia, amb aproximadament 6.000 membres.
Thompson va ser el yurok viu més vell i l'últim conegut parlant actiu de naixement de yurok en el moment de la seva mort el 2013. Va ser l'últim d'uns els ancians yuroks que van treballar per revitalitzar el yurok. Va treballar amb acadèmics i lingüistes per preservar i revitalitzar la llengua entre les més joves generacions yurok al llarg dels anys 1990 i 2000. Aquests mateixos lingüistes originalment havien predit que el yurok seria extint en 2010, i Thompson va rebre força crèdit per salvar la llengua. El yurok ara s'ensenya en cinc escoles secundàries en tot els comtats de Humboldt i Del Norte al nord de Califòrnia. Mentre que la llengua encara està en perill, l'esforç per preservar el yurok és considerat com l'esforç de revitalització de més èxit a Califòrnia.

## Infantesa
Thompson va néixer el 26 de maig de 1919 a Wa'tek Village (ara conegut com a Johnsons) al comtat de Humboldt. Va ser enviat a una escola pública a Hoopa quan tenia cinc anys, on el desencoratjaren de parlar yurok. Va tornar a casa quan tenir vuit anys, però la seva mare aviat decidí donar-lo en adopció. Fou adoptat per la seva àvia, Rosie Jack Hoppell. Thompson fou criat per la seva àvia, que només parlava yurok a la llar, i el seu oncle. Els seus parents l'educaren en l'estil de vida tradicional yurok. Quan era nen Thomspon caçava ànecs per omplir matalassos de plomes, collia algues, pescava salmó, anguil·les i rastrejava uapitís.

## Educació i el servei militar
Thompson va guanyar premis per practicar futbol, bàsquet, beisbol i atletisme a la l'escola secundària Del Norte de Crescent City (Comtat de Del Norte), on es va graduar el 1939. Thompson va ser un dels primers estudiants amerindis a tenir el seu nom gravat en la Del Norte H.S. Coach's Cup, un premi escolar que honra les habilitats d'excepció en diversos esports atlètics. Va estudiar al Sherman Institute, un internat per a amerindis a Riverside (Califòrnia), (ara conegut com a Sherman Indian High School) on va aprendre soldadura. Va servir en la Marina dels Estats Units durant la Segona Guerra Mundial i va ser enviat al Pacífic Sud.

## Vida personal
Thompson i la seva esposa, Alta McCash, membre de la nació dels Karuks, es van traslladar a Crescent City el 1959. La parella va tenir vuit fills abans que Alta morís per complicacions d'una caiguda el 1968.

## Honors
En 2009, Thompson va rebre l'Honor de Plata a la Categoria de Mentor de la Fundació MetLife i l'Associació Nacional d'Agències de l'Àrea sobre Envelliment, en una cerimònia celebrada a Washington D.C.

## Mort i llegat
Archie Thompson va morir d'un accident vascular cerebral en un hospital de Crescent City el 26 de març de 2013, a l'edat de 93 anys. Li sobrevisqueren set fills, vint nets, setanta-dos besnets i quatre rebesnets.